# 8. Golden Globe-gála
A 8. Golden Globe-gálára 1951. február 28-án került sor, az 1950-ben mozikba került amerikai filmeket díjazó rendezvényt a los angelesi Hollywood Roosevelt Hotelben tartották meg.

## Filmes díjak
A nyertesek félkövérrel jelölve.

### Legjobb film
- Alkony sugárút
- Mindent Éváról
- Born Yesterday
- Cyrano de Bergerac
- Barátom, Harvey

### Legjobb férfi főszereplő drámában
- José Ferrer – Cyrano de Bergerac
- Louis Calhern – The Magnificent Yankee
- James Stewart – Barátom, Harvey

### Legjobb női főszereplő drámában
- Gloria Swanson – Alkony sugárút
- Bette Davis – Mindent Éváról
- Judy Holliday – Born Yesterday

### Legjobb férfi főszereplő vígjátékban vagy musicalben
- Fred Astaire – Három kis szó
- Dan Dailey – When Willie Comes Marching Home
- Harold Lloyd – Mit csinált Diddlebock szerdán?

### Legjobb női főszereplő vígjátékban vagy musicalben
- Judy Holliday – Born Yesterday
- Spring Byington – Louisa
- Betty Hutton – Annie, a mesterlövész

### Legjobb férfi mellékszereplő
- Edmund Gwenn – Mister 880
- George Sanders – Mindent Éváról
- Erich von Stroheim – Alkony sugárút

### Legjobb női mellékszereplő
- Josephine Hull – Barátom, Harvey
- Judy Holliday – Ádám bordája
- Thelma Ritter – Mindent Éváról

### Legjobb rendező
- Billy Wilder – Alkony sugárút
- George Cukor – Born Yesterday
- John Huston – Aszfaltdzsungel
- Joseph L. Mankiewicz – Mindent Éváról

### Legjobb forgatókönyv
- Joseph L. Mankiewicz – Mindent Éváról
- John Huston – Aszfaltdzsungel
- Charles Brackett – Alkony sugárút

### Legjobb zene
- Franz Waxman – Alkony sugárút
- Bronislau Kaper – A saját élete
- Leith Stevens – Irány a Hold!

### Legjobb operatőr fekete-fehér filmnél
- Franz F. Planer – Cyrano de Bergerac
- Harold Rosson – Aszfaltdzsungel
- John F. Seitz – Alkony sugárút

### Legjobb operatőr színesfilmnél
- Robert Surtees – Salamon király kincse
- Ernest Palmer – Törött nyíl
- George Barnes – Sámson és Delila

### Henrietta-díj
- Gregory Peck, Jane Wyman

### Legjobb film a nemzeti összefogásban
- Törött nyíl
- A légihíd
- The Next Voice You Hear...

### Az év felfedezettje
- Gene Nelson
- Mala Powers
- Debbie Reynolds

## Fordítás
Ez a szócikk részben vagy egészben  a(z)   8th Golden Globe Awards című angol Wikipédia-szócikk fordításán alapul.  Az eredeti cikk szerkesztőit annak laptörténete sorolja fel. Ez a jelzés csupán a megfogalmazás eredetét és a szerzői jogokat jelzi, nem szolgál a cikkben szereplő információk forrásmegjelöléseként.